# Splinter (bergstopp i Antarktis)
Splinter är en bergstopp i Antarktis. Den ligger i Sydshetlandsöarna. Argentina, Chile och Storbritannien gör anspråk på området. Toppen på Splinter är 318 meter över havet.
Terrängen runt Splinter är kuperad åt nordväst, men åt sydost är den platt. Trakten är glest befolkad. Närmaste befolkade plats är Commandante Ferraz Station, 14,9 kilometer väster om Splinter. 